# Jørgen Graabak
Jørgen Graabak (n. 26 aprilie 1991, Trondheim, Norvegia) este un sportiv ce a reprezentat Norvegia, medaliat olimpic. A participat la o ediție a Jocurilor Olimpice (2014) în care a câștigat două medalii de aur.